# Nicolae Breban

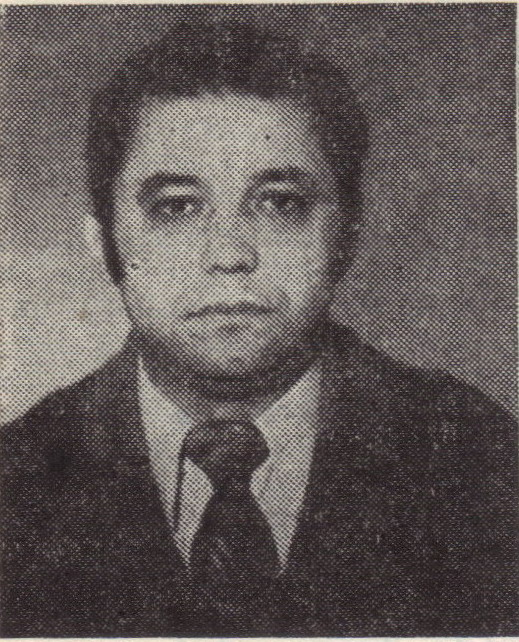
Nicolae Breban în tinerețe

Nicolae Alexandru Breban (n. 1 februarie 1934, Baia Mare, Regatul României) este un scriitor, publicist, romancier, eseist, dramaturg și om de cultură român contemporan. Este membru corespondent al Academiei Române din 24 octombrie 1997. Din 14 ianuarie 2009 este membru titular al Academiei Române.

## Biografie
S-a născut la 1 februarie 1934, la Baia Mare, ca fiu al lui Vasile Breban, preot român unit (greco-catolic) în comuna Recea, Maramureș. Mama sa, Olga Constanța Esthera Breban, născută Böhmler, provenea dintr-o familie de comercianți germani, emigrați din Alsacia. Bunicul său, Nicolae Breban, era protopop unit în comuna Cicârlău, de lângă Baia Mare, unde a zidit o impozantă biserică și a fondat școala confesională română unită. Unchiul și nașul său, canonicul Alexandru Breban, era senator al Partidului Național Țărănesc. În 1941, familia sa s-a refugiat la Lugoj, după arestarea tatălui scriitorului în toamna anului 1940 de către autoritățile maghiare. Vasile Breban a funcționat la Lugoj în cadrul Episcopiei Unite. Nicolae Breban și-a început la Lugoj studiile gimnaziale și liceale.
În 1951 a fost exmatriculat din penultima clasă a Liceului „Coriolan Brediceanu” din Lugoj din cauza originii sale sociale.
Absolvă în 1952, la cursuri fără frecvență, Liceul „Oltea Doamna” din Oradea, după ce se angajase ca funcționar în acest oraș. Intenționează să se înscrie la Politehnică, fiind nevoit să intre, mai întâi, ca ucenic la fostele Uzine „23 August” din București, unde lucrează la sudură și strungărie, calificându-se apoi în meseria de strungar în fier.
În 1953 se înscrie la Facultatea de Filosofie, măsluind actele, după cum mărturisește în Confesiuni violente, fiind dat însă afară după șase luni. Lecturile sale din Friedrich Nietzsche și Arthur Schopenhauer îl fac, de altfel, să devină suspect pentru decanul Athanase Joja.
La intervențiile tatălui său, este înscris din nou la Filosofie, dar, îmbolnăvindu-se de reumatism poliarticular acut, este silit să-și întrerupă studiile. Urmează o școală de șoferi profesioniști și lucrează apoi la garajul Ministerului de Finanțe, ca gestionar de piese auto.
În 1956 devine student la limba germană, la Facultatea de Filologie din Cluj, pe care o abandonează după un an. La insistențele tatălui său, face o tentativă de a urma dreptul.
A deținut, la un moment dat, funcția de membru supleant al Comitetului Central al Partidului Comunist Român, Membru supleant al C.C. al P.C.R. (12 aug.1969 – 24 iul. 1972).

## Cariera literară (cronologie)

### Anii debutului
Își face debutul literar în revista Viața studențească (nr. 5, din mai 1957), cu schița Doamna din vis.
În perioada 1958-1960, Nicolae Breban rămâne, prin excelență, un autodidact, instruindu-se, mai mult, în afara mediului universitar al acelei epoci. „Acei ani au fost ani de lectură”, declara scriitorul în Confesiuni violente. „Eram mult mai liber decât colegii mei de generație, care erau înregimentați în acele abatoare care se chemau universitățile staliniste”. Frecventează un timp cenaclul de pe lângă revistaTânărul scriitor, condus de Florin Mugur. Decisivă pentru formația sa intelectuală va fi însă prietenia care îl va lega de Nichita Stănescu, Cezar Baltag, Grigore Hagiu și Matei Călinescu, un adevărat nucleu al generației 60, care va demola falsele valori, promovate de realismul socialist, prin impunerea criteriului estetic.
În 1961, publică schițe și nuvele în Gazeta literară (Hoțul, Tinerețe, Vichenție, Buzuilă), în Luceafărul (Noapte albă, Uimitor, foarte uimitor) și în Scrisul bănățean (Roșcovana), făcându-se remarcat în mediile literare.
Între 1962-1965 publică noi schițe și fragmente de roman în Gazeta literară, Luceafărul, Orizont și Viața românească. Despre nuvela Copilăria lui Herbert, apărută în Gazeta literară, nr. 42, din 15 octombrie 1964, un nucleu al romanului În absența stăpânilor, Nichita Stănescu va scrie elogios.

### Primele romane
- În 1965, după ce își retrăsese, în anii anteriori, un volum de proză scurtă, cu care ar fi trebuit să debuteze în colecția „Luceafărul”, scriitorul își face debutul editorial cu romanul Francisca. Romanul este distins cu Premiul „Ion Creangă” al Academiei Române, fiind primit elogios de critică. Este semnificativă, în acest sens, masa rotundă pe marginea romanului organizată de revista Viața românească (nr. 2, februarie 1966), la care participă criticii Matei Călinescu, Valeriu Cristea, Horia Bratu, Nicolae Manolescu, Paul Georgescu și Șerban Cioculescu.
- În 1966 apare la Editura pentru Literatură romanul În absența stăpânilor, alcătuit din trei secvențe narative, Bătrâni, Femei, Copii (Oglinzile carnivore). Romanul fusese scris la Lugoj și Sinaia, între 1964 - 1966.
- În 1967, apare ediția a doua, revăzută, a romanului Francisca, prozatorul fiind considerat, deja, drept „unul din cei mai importanți dintre romancierii noștri de după al doilea război mondial”.[4]
- În 1968, decretat de critică „an al romanului”, publică Animale bolnave, despre care s-a scris, încă din primele săptămâni după apariție, aproape tot atât cât despre celelălte romane ale lui N. Breban de până atunci. I se decernează Premiul Uniunii Scriitorilor din România. Apare o versiune în limba maghiară a romanului Francisca.
 Își manifestă deschis, alături de alți intelectuali, adeziunea față de politica P.C.R., după discursul lui Ceaușescu în urma invaziei din Cehoslovacia. Ascensiunea sa socială este corelată cu această luare de poziție, fiind numit redactor-șef adjunct al României literare, începând cu nr. 5, din 7 noiembrie. La Adunarea Generală din 14-16 noiembrie este ales în Biroul Uniunii Scriitorilor.
 Apare o versiune în bulgară a romanului Francisca (traducere de Ivan Krstev Vlah, Editura Profizdet, Sofia).
- În 1969 publică ediția a doua a romanului Animale bolnave.
 Semnează scenariul filmului artistic Răutăciosul adolescent, în regia lui Gheorghe Vitanidis.
 La Congresul al X-lea al PCR, din 6-12 august, este ales membru supleant al Comitetului Central.
 Apare o versiune în limba rusă a romanului Francisca (traducere de Iurij Koževnikov, Editura Progress, Moscova).
- Începând cu nr. 20, din 14 mai 1970, devine redactor-șef al revistei România literară, în jurul căreia reușește să polarizeze cele mai de seamă condeie ale țării.
 Apare, la Vilnius, Francisca, în versiunea lui Juozas Vaisnoras.

### Tezele din iulie
- În 1971, la Editura Cartea Românească, este publicată ediția a III-a a romanului Francisca. Apare la Editura Liesma din Riga Franciska, traducere în letonă de Janis Bunduls.
 Are loc premiera filmului artistic Printre colinele verzi (scenariul și regia de Nicolae Breban), o ecranizare a romanului Animale bolnave. Filmul nu este agreat de către oficialitățile comuniste, fiind inclus însă în selecția oficială a Festivalului Internațional de la Cannes. Prezent la Paris, cu acest prilej, Nicolae Breban este șocat de „tezele” din iulie, prin care Ceaușescu va declanșa, după model maoist, revoluția culturală. Dezavuând public politica regimului din România, prin interviuri acordate presei occidentale, scriitorul își anunță, în semn de protest, demisia din funcția de redactor-șef al României literare. Iată cum consemnează acest moment Dumitru Țepeneag în jurnalul său, Un român la Paris: „22 septembrie 1971. În sfârșit, Le Monde a publicat și articolul despre Breban: «Craignant un retour au dogmatisme, le rédacteur en chef de la revue La Roumanie littéraire donne sa démission» (...) 23 septembrie 1971. Știrea despre demisia lui Breban a fost reluată de mai multe ziare franceze, engleze, germane. Breban se simte foarte mândru”. 
 Tot în 16 februarie 1971 în are loc ședința comună a comitetului organizației de partid și a biroului Uniunii Scriitorilor, în care este incriminat faptul că „și-a prelungit șederea în străinatate, fără să aibă dezlegare la plecarea din țară decât pentru o perioadă limitată” și se propune excluderea lui Nicolae Breban din biroul Uniunii, precum și excluderea sa din rândurile membrilor supleanți ai C.C. al PCR și din rândurile membrilor PCR. În aceeași zi, în ședința de lucru a C.C. al P.C.R., propunerile confraților sunt însușite și supuse spre aprobarea plenarei Comitetului Central. Întors în țară în luna aprilie, după o călătorie prelungită în Franța și R.F. Germania, refuzând însă să se autoexileze, scriitorul devenise indezirabil pentru autoritățile comuniste. Este marginalizat, supravegheat și împiedicat să mai călătorească, în străinătate până în 1975, deși obținuse deja și cetățenia germană. Înfruntând aceste condiții potrivnice, el se consacră, în exclusivitate, scrisului, fiind, după mărturisirea sa, „singurul meu răspuns posibil, firesc, deși paradoxal pentru unii”.
- În 1973 la Editura Cartea Românească apare romanul Îngerul de gips, „într-o tăcere totală și o indiferență aparentă”, cum va declara, mai târziu, autorul. Început și abandonat în 1969, romanul a fost scris în decurs de patru luni, de la începutul lui iunie până în septembrie. Deși este supus, în presa literară, unor critici tendențioase manipulate de propaganda de partid, va fi socotit, ulterior, „cel mai puternic și complex roman al scriitorului”.[5]
- Următorul roman apărut este În absența stăpânilor.
- În 1973 Editura Kriterion din București, publică Kranke Tiere (Animale bolnave), traducere în limba germană de Georg Scherg.
- În 1975 apare o versiune în limba suedeză a romanului În absența stăpânilor (Ebbi-en kvinna med karaktär), la René Coeckelberghs Vorlag, traducerea fiind semnată de Barbro Andersson.

### Bunavestire
- În 1977, după amânări și tracasări prelungite datorate cenzurii comuniste, la Editura Junimea din Iași apare Bunavestire, roman scris între anii 1972-1974. Cartea fusese refuzată, pe rând, de Editurile Cartea Românească și Eminescu. Acest „roman excepțional”, cum fusese caracterizat cu promptitudine de către Nicolae Manolescu, „scris cu vervă, sarcastic, grotesc, stilistic inepuizabil și original”[6], este încununat cu Premiul Uniunii Scriitorilor. După apariție, romanul este incriminat cu vehemență în plenara C.C. al P.C.R. din 28-29 iunie.
- În 1981 apare, la Editura Cartea Românească, romanul Don Juan, scris, după mărturisirea autorului, în 1975.
- În anii 1981-1982, scrie la Paris, într-un moment de cumpănă, piesele de teatru Culoarul cu șoareci și Bătrâna doamnă și fluturele, înțelese ca „diversiuni de existență” ale romancierului. Cele două piese vor fi prezentate, după 1989, la Radio București, în cadrul teatrului radiofonic; cea dintâi va fi pusă în scenă, în 1993, la Iași, iar cea de-a doua, în 1999, la Ploiești.
- În 1983 apare, la Editura parisiană Flammarion, în traducerea lui Virgil Tănase, romanul În absența stăpânilor (En l’absence des maitres).
- În 1984 apare, la Editura Cartea Românească, romanul Drumul la zid, subintitulat „poem epic”.
 În Almanahul „Viața românească” publică prima versiune a piesei Bătrâna doamnă și fluturele (care va fi reluată în Contemporanul. Ideea Europeană, nr. 1, din 7 ianuarie 1994).
- În 1985 publică la Paris, la Flammarion, versiunea franceză a romanului Bunavestire (L’Annonciation), în traducerea Dorinei Radu și a lui Marcel Péju.

### Un exil provizoriu
- 1986-1989. Fără să se exileze propriu-zis, locuiește mai mult timp în reședința sa pariziană, alături de soția sa, Cristina, psiholog și expert în cartea de artă. Încercările sale de a organiza, împreună cu Dumitru Țepeneag, formarea unei Uniuni a Scriitorilor Români din Exil eșuează, fiind privite cu suspiciune.

### Revenirea în țară
- În 15 martie 1990 revine în țară, de la Paris. Inaugurează, începând cu data de 20 aprilie, în calitate de director, noua serie a revistei Contemporanul. Ideea europeană, propunându-și promovarea „criteriilor valorii după o jumătate de secol de ură contra valorii”, cum afirma în articolul-program al primului număr. În nr. 6, din 25 mai, al revistei publică piesa Culoarul cu șoareci.
- În 1991 apare, la Editura Fundației Culturale Române, romanul Pândă și seducție. Scris în 1976, romanul fusese intitulat, inițial, Gogo, o farsă, fiind socotit de autor o „așchie din trunchiul numit Bunavestire”.
- În 1992 la Editura Dacia din Cluj, apare volumul de versuri Elegii parisiene, scris în anii 1986-1987.
 Editura Canova din Iași publică ediția a III-a a romanului Animale bolnave.
- Pe 10 ianuarie 1993 are loc, pe scena Teatrului Național „Vasile Alecsandri” din Iași, premiera piesei în trei acte Culoarul cu șoareci, în regia lui Ovidiu Lazăr.
 Versiunea franceză a romanului Don Juan apare tot la Flammarion, în traducerea lui Marcel Péju și Daniel Pujol.
- În 1994, Nicolae Breban publică:
  - O utopie tangibilă. Convorbiri cu Nicolae Breban. Alcătuit încă din 1986 de prozatorul și publicistul Ovidiu Pecican, volumul scos în colecția „Akademos” a Editurii Didactice și Pedagogice reunește pagini de interviuri, anchete, mărturisiri, structurate tematic, oferindu-ne, astfel, un Nicolae Breban „par lui-même”.
  - Confesiuni violente. Dialoguri cu Constantin Iftime, la Editura Du Style, o carte ce se vrea „de apărare, dar și de acuză a intelectualității române după al doilea război”.
  - Momentul de vârf îl constituie însă apariția, tot la Editura Du Style, a unei trilogii romanești: Amfitrion (vol. I, Demonii mărunți; vol. II, Procuratorii; vol. III, Alberta). Pentru noul său roman, scriitorul este distins cu Premiul Uniunii Scriitorilor din România și Premiul Uniunii Scriitorilor din Republica Moldova.
  - La Editura Albatros apare ediția a II-a a romanului Bunavestire.
- În 1996 apare ediția a II-a a romanului În absența stăpânilor la Editurile Allfa și Paideia din București.
 La Editura Fundației Culturale Române este publicată ediția integrală a romanului Don Juan.

### Primirea în Academia Română
- În 1997 apare volumul Riscul în cultură, la Editura Polirom din Iași, cuprinzând eseuri, articole polemice și profesiuni de credință publicate, începând din 1990, în cea mai mare parte în revista Contemporanul. Ideea europeană. Scrisul lui Nicolae Breban se revendică, și de aceasta dată, de la maeștrii săi spirituali: Dostoievski, Nietzsche și Thomas Mann.
 În colecția „Biblioteca pentru toți” a Editurii Minerva, apare, în două volume, o nouă ediție a romanului Îngerul de gips, textul fiind revăzut de autor, care semnează și o prefață intitulată Lupta cu îngerul.
 Apare volumul de eseuri politice Spiritul românesc în fața unei dictaturi, la Editura Nord-Est din Iași, prefațat de Ovidiu Pecican.
 În 24 octombrie 1997, Nicolae Breban este ales membru corespondent al Academiei Române.
- În 1998 în Biblioteca revistei Viața românească, apare un volum de Teatru, cuprinzând cele două piese ale scriitorului publicate anterior în reviste.
 La Editura Gramar, în colecția „100+1 capodopere ale romanului românesc”, apare o nouă ediție din Bunavestire, cu o prefață de Nicolae Manolescu.
 Un nou roman de Nicolae Breban, intitulat Ziua și noaptea, apare la Editura Allfa, fiind primul volum al unei proiectate tetralogii.
- În 8 octombrie 1999 are loc, pe scena Teatrului „Toma Caragiu” din Ploiești, premiera piesei Bătrâna doamnă și fluturele, în regia lui Lucian Sabados.
- În 2000 este reeditat volumul Spiritul românesc în fața unei dictaturi la Editura Allfa. Publică în Contemporanul. Ideea europeană, nr. 26-29, din iulie, a nouă piesă de teatru intitulată Ursul și știuca.
 Editura Gramar scoate în colecția „100+1 capodopere ale romanului românesc” o nouă ediție din Animale bolnave.
 I se decernează Premiul „Opera omnia” al Uniunii Scriitorilor.
- În 2001 o anchetă literară inițiată de revista Observator cultural (nr. 45-46, 3-15 ianuarie) plasează Bunavestire între primele zece romane românești ale secolului XX. Este ales vicepreședinte al Uniunii Scriitorilor din România.
 La Editura Dacia din Cluj apare volumul de portrete literare și polemici intitulat Stricte amintiri literare, reunind editorialele publicate între 1998-2000 în revista Contemporanul. Ideea europeană.
 La sfârșitul anului, tot Editura Dacia publică masivul roman Voința de putere, reprezentând cel de-al doilea volum din tetralogia Ziua și noaptea.

### Reeditări. Proiecte noi
- În 2002, la Editura Paralela 45, apare ediția a IV-a a romanului Bunavestire, 554 pagini broșate, cu un argument al autorului, conținând un fragment din atacul brutal la adresa romanului și a autorului, proferat în Plenara C.C. al P.C.R. de către Titus Popovici; prefață, tabel cronologic și referințe critice de Laura Pavel.
- În 2003 apare la Editura Junimea din Iași ediția a III-a a romanului Don Juan. La Editura Polirom publică primul volum de memorii, intitulat Sensul vieții.
- În 2004 la Editura Ideea Europeană apare volumul aniversar Nicolae Breban · 70, alcătuit de Aura Christi, precum și Fr. Nietzsche. Maxime comentate.
- La Editura Polirom vede lumina tiparului cel de-al doilea volum de memorii – Sensul vieții. În același an, la Editura Publicațiilor pentru Străinătate apare cel de-al treilea volum din tetralogia Ziua și noaptea, romanul Puterea nevăzută.
- În 2005, la Editura Ideea Europeană, publică ediția a III-a a volumului de eseuri Spiritul românesc în fața unei dictaturi.
- În 2006 se stinge din viață mama scriitorului.
 La Editura Ideea Europeană apar: Puterea nevăzută, ediția a II-a, Elegii parisiene, ediția a II-a, cu ilustrații de Albrecht Dürer, Spiritul românesc în fața unei dictaturi, ediția a IV-a, eseul Vinovați fără vină și Elegii duineze de Rainer Maria Rilke, în traducerea lui Nicolae Breban.
- La Editura Polirom: Sensul vieții (Memorii III).
 În sondajul de opinie propus de postul Realitatea TV, Nicolae Breban figurează printre primii zece scriitori români importanți în viață.
- Revista Contemporanul. Ideea europeană, lansează un Apel pentru salvarea culturii române vii, semnat de circa 900 de personalități.
- În 2007, la Editura Polirom din Iași, apare Sensul vieții (Memorii IV).
- La Editura Ideea Europeană, vede lumina tiparului, în colecția „Ediții definitive”, volumul de publicistică Riscul în cultură. Susține, la invitația Grupului Ideea Europeană & EuroPress, o serie de conferințe în București, Iași, Sibiu, Ploiești, Atena, Salonic etc.
- Apare ultimul volum din tetralogia Ziua și noaptea, intitulat Jiquidi, la Editura Art, cu o prefață de Alex Ștefănescu.
- În 2008, publică la Editura Polirom un volum de nuvele intitulat Orfeu în infern. La aceeași editură apare ediția a III-a (cartonată) a romanului Îngerul de gips.
- Editura Ideea Europeană scoate o nouă ediție, de lux, a volumului Elegii duineze de Rainer Maria Rilke, traducere din limba germană de Nicolae Breban.
- În 14 ianuarie 2009, Nicolae Breban este ales membru titular al Academiei Române.
- În 2009, apare la Editura Ideea Europeană volumul de eseuri Trădarea criticii, iar la Editura Polirom, volumul de memorialistică Profeții despre prezent. Elogiul morții.
- La Editura Ideea Europeană este publicată o nouă ediție a romanului Drumul la zid.
- În 2010, la Editura ErcPress, în colecția „Cartea de acasă”, apare o nouă ediție a romanului Francisca.
- În 2011, apare la Jurnalul Național & Editura Curtea Veche, în colecția „Biblioteca pentru toți”, Bunavestire, ediția a V-a definitivă, prefață de Eugen Negrici, cronologie și referințe critice de Laura Pavel, vol. I-II.
- La Editura Ideea Europeană este publicat romanul Singura cale.

## Opera (privire retrospectivă)

### Romane
- Francisca, 1965;
- În absența stăpânilor, 1966;
- Animale bolnave, 1968; 2004
- Îngerul de gips, 1973; 2008 [7]
- Bunavestire, 1977;
- Don Juan, 1981;
- Drumul la zid, 1984, 2009, Editura Ideea Europeană, 2010;
- Pândă și seducție, 1991, Editura Ideea Europeană, 2014;
- Amfitrion, trilogie, vol. I, Demonii mărunți, vol. II, Procuratorii, vol. III, Alberta, 1994;
- Ziua și noaptea (primul volum al tetralogiei cu același titlu), 1998;
- Voința de putere (volumul al doilea al tetralogiei Ziua și noaptea), 2001;
- Puterea nevăzută, (volumul al treilea al tetralogiei Ziua și noaptea), 2004, Editura Ideea Europeană 2006;
- Jiquidi (volumul al patrulea al tetralogiei Ziua și noaptea), 2007;
- Singura cale, Editura Ideea Europeană 2011, 2015;
- Demonii mărunți, 2013;
- Jocul și fuga, 2015;
- Frica, 2018.

### Cărți traduse în alte limbi
- Franciska, traducere în maghiară de Huszár Sándor, București, Irodalom Könyvkiádó, 1968
- Franciska, traducere în bulgară de Ivan Krstev Vlah, Sofia, Profizdet, 1968
- Franciska, traducere în rusă de Jurij Koževnikov, Moscova, Progress, 1969
- Franciska, traducere în lituaniană de Juozas Vaisnoras, Vilnius, Vaga, 1970
- Franciska, traducere în letonă de Janis Bunduls, Riga, Liesma, 1971
- Kranke Tiere (Animale bolnave), traducere în germană de Georg Scherg, București, Kriterion, 1973
- Ebbi – en kvinna med karaktär (În absența stăpânilor), traducere în suedeză de Barbro Andersson, René Coeckelberghs Förlag, 1975
- En l'absence des maîtres (În absența stăpânilor), traducere în franceză de Virgil Tănase, Paris, Flammarion, 1983
- Annonciation (Bunavestire), traducere în franceză de Dorina Radu și Marcel Péju, Paris, Flammarion, 1985
- Don Juan, traducere în franceză de Marcel Péju și Daniel Pujol, Paris, Flammarion, 1993
- In assenza dei padroni (În absența stǎpânilor), traducere în italiană de Maria Floarea Pop, Siena, Editura Cantagalli, 2013
- Gesänge/ Cânturi, poeme, traducere în limba germană de Christian W. Schenk, Colecția Lirica română contemporană, Editura Dionysos, 2021, Boppard pe Rin (Germania)

### Nuvele
- 2008 – Orfeu în infern
- 2020 – Act gratuit

### Publicistică (eseuri, memorii)
- 1994 – Confesiuni violente;
- 1997, 2007 – Riscul în cultură;
- 1997 – Spiritul românesc în fața unei dictaturi;
- 2001 – Stricte amintiri literare;
- 2003–2007 – Sensul vieții (Memorii I-IV);
- 2004 – Friedrich Nietzsche, Maxime comentate;
- 2006 – Vinovați fără vină;
- 2009 – Trădarea criticii;
- 2009 – Profeții despre prezent. Elogiul morții;
- 2016 – O istorie dramatică a prezentului, 2016;
- 2017 – Viața mea.

### Teatru
- 1981– Culoarul cu șoareci
- 1982 – Bătrâna doamnă și fluturele
- 2000 – Ursul și știuca

### Versuri
- Elegii parisiene, 1992, ediția a II-a Editura Ideea Europeană 2006;
- Cânturi, 2013
- Gesänge, 2021 - Übersetzt von Christian W. Schenk, mit Kupferstichen von den Erste deutschen Künstlern, XVI-XVIII, Dionysos Verlag, Boppard am Rhein Germany, Erste deutsche Ausgabe, ISBN 9798574797365

### Traduceri
- Rainer Maria Rilke, Elegii duineze, 2006; 2008

## Filmografie

### Scenarist
- Răutăciosul adolescent (1969)

(ca scenarist și regizor)
- Printre colinele verzi (după Animale bolnave), 1971

## Distincții
- Ordinul „23 August” clasa a III-a (4 mai 1971) „cu prilejul aniversării a 50 de ani de la constituirea Partidului Comunist Român, [...] pentru merite deosebite în opera de construire a socialismului”[8]
- Ordinul național „Steaua României” în grad de Ofițer (1 decembrie 2000) „pentru realizări artistice remarcabile și pentru promovarea culturii, de Ziua Națională a României”[9]